# فريسة (فلم 2022)
فريسة (بالإنجليزية: Prey) هو فيلم خيال علمي و‌رعب و‌أكشن أمريكي من إخراج دان تراشتنبرغ. الفيلم هو الخامس في سلسلة أفلام بريداتور وتدور أحداثه قبل أحداث الأفلام الأربعة السابقة ويظهر رحلة المفترس للأرض لأول مرة. عُرض الفيلم في صيف 2022.

## روابط خارجية
مقالات تستعمل روابط فنية بلا صلة مع ويكي بيانات